# Nagy útifű
A nagy útifű vagy széles levelű útifű (Plantago major) az ajakosvirágúak (Lamiales) rendjébe, az útifűfélék (Plantaginaceae) családjába, a Plantago nemzetségbe tartozó lágy szárú, évelő növényfaj. Európában, Észak- és Közép-Ázsiában őshonos, de gyepeken, útszélen világszerte elterjedt.
Népiesen nagy útilapu névvel is illetik.

## Jellemzői
Lágy szárú, évelő növény. Tőrózsája 15–30 cm átmérőjű. Az egyes levelek nyelesek, oválisak, tipikusan 5–20 cm hosszúak, 4–9 cm szélesek (néha akár 30 cm hosszúságot és 17 cm szélességet is elérhetnek, innen az útilapu népies név), sima szélűek, csúcsban végződnek; 5-9 párhuzamos ér fut végig rajtuk. A virágok aprók (1–2 mm szélesek), zöldes-barnás színűek halványlila, később sárgásbarna porzóval, négytagú, sárgás szegélyű pártával; 13–15 cm (néha akár 70 cm) hosszú felálló száron tipikusan 5–15 cm hosszú, keskeny füzérvirágzatot alkotnak. Májustól szeptemberig virágzik. Szélbeporzású, virágpora 1 µm-nél nagyobb átmérőjű, közepes mértékben allergizál, jelentősége kicsi, mivel pollentermelése mérsékelt.

## Alfajok
Négy alfaja ismeretes:
- Plantago major subsp. major,
- Plantago major subsp. intermedia (DC.) Arcang,
- Plantago major subsp. sinuata (Lam.) Peruzzi & N.G.Passal., 2003,
- Plantago major subsp. winteri (Wirtg.) W.Ludw.

Egyes nemesített változatai kerteket díszítenek: ilyen a lila levelű ’Rubrifolia’ és a tarka levelű ’Variegata’ változat.

## Gyógyhatása
Közeli rokona a lándzsás útifűnek (Plantago lanceolata), valamint a réti útifűnek (Plantago media) – hatóanyagaikban megegyeznek. A gyógyszeripar és a népgyógyászat mindhárom faj leveleit felhasználja, de a lándzsás útifű a legjobb erre a célra.
A lándzsás útifűhöz hasonlóan a népi gyógyászatban köhögés csillapítására használják. A friss leveleket sebek gyógyítására, a magot enyhe hashajtóként használják néha. A homeopátia előnyben részesíti ezt a fajt, foghúzás utáni fájdalmak csillapítására, középfülgyulladás, ágybavizelés és bőrkiütések kezelésére ajánlja.

### Fordítás
- Ez a szócikk részben vagy egészben  a   Plantago major című angol Wikipédia-szócikk ezen változatának fordításán alapul.  Az eredeti cikk szerkesztőit annak laptörténete sorolja fel. Ez a jelzés csupán a megfogalmazás eredetét és a szerzői jogokat jelzi, nem szolgál a cikkben szereplő információk forrásmegjelöléseként.